# Romi u Mađarskoj
Romi su jedna od nacionalnih manjina u Mađarskoj.
Prema mađarskim službenim statistikama, u Mađarskoj je 2001. živilo 205 720 Roma. Stvarni broj pripadnika romske zajednice je veći, jer se veliki broj Roma nacionalno izjašnjava kao Mađari ili kao pripadnici neke druge zajednice. Najbrojnija su nacionalna manjina u Mađarskoj.
53 075 stanovnika Mađarske govori romski s članovima obitelji ili prijateljima, a 129 208 ima afinitet za kulturne vrijednosti i tradicije romskog naroda.